# Cratere Struve
Struve è un grande cratere lunare di 164,34 km situato nell'Oceanus Procellarum, nella parte nord-occidentale della faccia visibile della Luna.